# Стратфорд (Техас)
Стратфорд (англ. Stratford) — город в США, расположенный в северо-западной части штата Техас, административный центр округа Шерман. По данным переписи за 2010 год число жителей составляло 2017 человек, по оценке Бюро переписи США в 2018 году в городе проживало 2108 человек.

## История

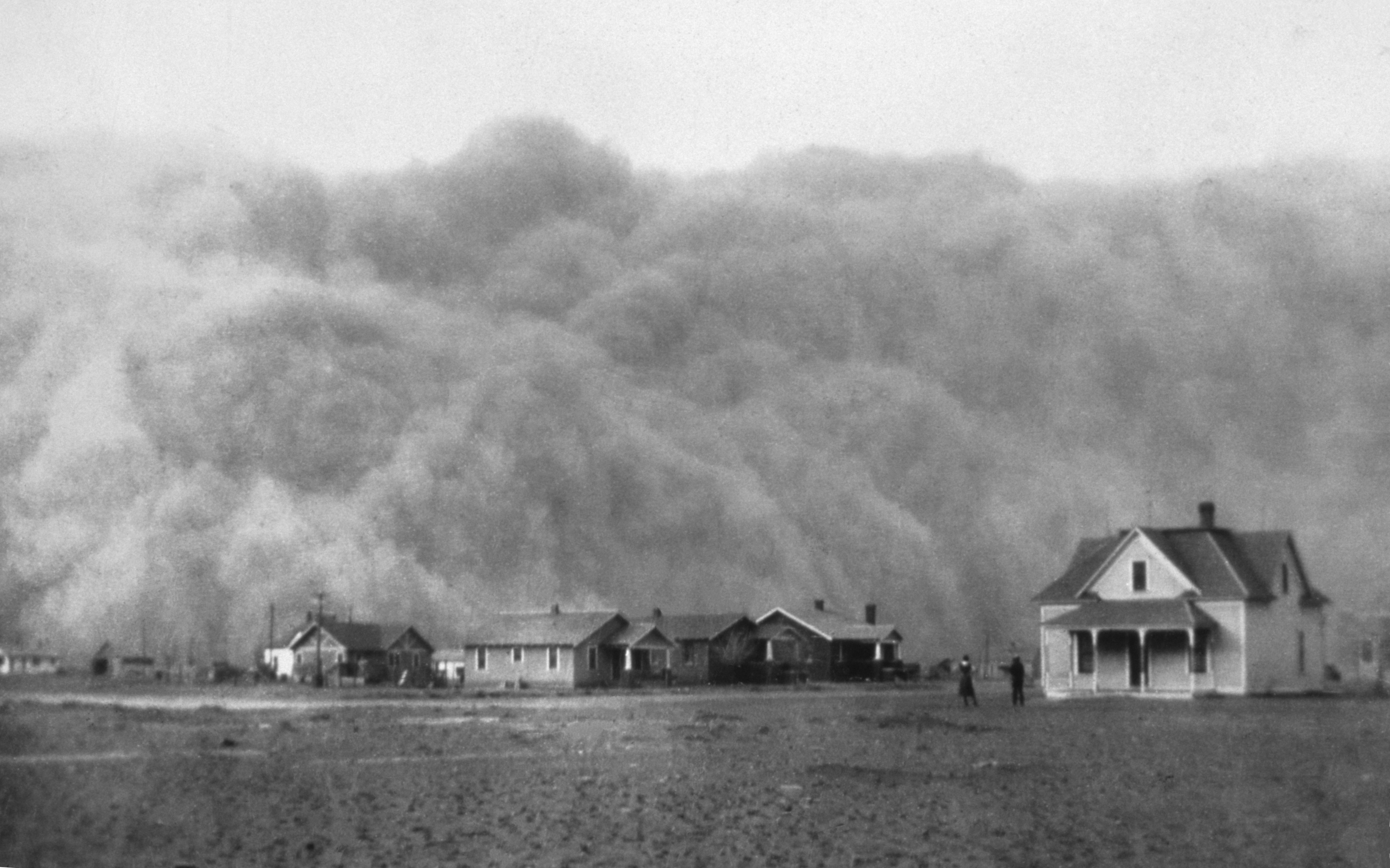
Пылевой шторм на подходе к Стратфорду, 18 апреля 1935 года.

Район города впервые был заселён в 1885 году, после того, как Эрон Нортон купил у железной дороги 100 участков земли. Новое поселение было названо в честь места рождения генерала Конфедерации Роберта Ли Уолтером Колтоном, менеджером, нанятым Нортоном. В 1900 году в городе появилось почтовое отделение, город стал транспортировочным центром на железной дороге Chicago, Rock Island and Gulf Railway. В июле 1901 года по итогам голосования Стратфорд сменил Колдуотер в качестве административного центра. В том же году начался выпуск газеты Stratford Star. В 1928 году в город пришла железная дорога Panhandle and Santa Fe Railway. Несмотря на то, что Пыльный котёл поставил под угрозу сельское хозяйство в регионе, программы Управления сельскохозяйственного регулирования и Управления общественных работ, а позже появление в регионе ирригационных колодцев помогли Стратфорду остаться центром сельского хозяйства Техасского выступа. Перед 1940 годом Стартфорд получил устав и начал формировать органы местного управления. В 1980-х годах в городе, помимо бизнеса по производства кормов, в городе работали кожевенный завод, завод по производству стали, банк, библиотека, аэропорт, семь церквей, общественные школы.

## География
Стратфорд находится в западной части округа, его координаты: 36°20′10″ с. ш. 102°04′20″ з. д..
Согласно данным бюро переписи США, площадь города составляет около 5,3 км2, полностью занятых сушей.

### Климат
Согласно классификации климатов Кёппена, в Стратфорде преобладает семиаридный климат умеренных широт (BSk).
| Показатель                    | Янв.  | Фев.  | Март  | Апр.  | Май  | Июнь | Июль | Авг. | Сен. | Окт.  | Нояб. | Дек.  | Год   |
| ----------------------------- | ----- | ----- | ----- | ----- | ---- | ---- | ---- | ---- | ---- | ----- | ----- | ----- | ----- |
| Абсолютный максимум, °C       | 27,8  | 30    | 32,8  | 36,1  | 39,4 | 42,2 | 41,7 | 40,6 | 40,6 | 38,3  | 31,1  | 28,3  | 42,2  |
| Средний суточный максимум, °C | 8,7   | 11,1  | 15,3  | 20,8  | 25,6 | 30,8 | 33,3 | 32,4 | 28,3 | 22,4  | 15,1  | 9,3   | 21,1  |
| Средняя температура, °C       | 12    | 13    | 16    | 17    | 17,2 | 22,4 | 25,3 | 24,4 | 20   | 17    | 15    | 12    | 12,8  |
| Средний суточный минимум, °C  | −7,4  | −5,7  | −2,1  | 3,3   | 8,9  | 14,3 | 17,3 | 16,5 | 11,8 | 4,9   | −2    | −6,3  | 4,4   |
| Абсолютный минимум, °C        | −28,3 | −28,9 | −22,8 | −10,6 | −3,3 | 4,4  | 8,9  | 5    | −3,3 | −13,3 | −23,3 | −24,4 | −28,9 |
| Норма осадков, мм             | 11    | 12    | 24    | 33    | 64   | 60   | 68   | 62   | 41   | 33    | 16    | 14    | 438   |
| Источник: weatherbase.com     |       |       |       |       |      |      |      |      |      |       |       |       |       |

## Население
Согласно переписи населения 2010 года в городе проживало 2017 человек, было 711 домохозяйств и 543 семьи. Расовый состав города: 88,7 % — белые, 0,3 % — афроамериканцы, 0,4 % — коренные жители США, 0,0 % — азиаты, 0,0 % (0 человек) — жители Гавайев или Океании, 8,8 % — другие расы, 1,6 % — две и более расы. Число испаноязычных жителей любых рас составило 45,9 %.
Из 711 домохозяйств, в 43,6 % живут дети младше 18 лет. 63,3 % домохозяйств представляли собой совместно проживающие супружеские пары (31,9 % с детьми младше 18 лет), в 7,2 % домохозяйств женщины проживали без мужей, в 5,9 % домохозяйств мужчины проживали без жён, 23,6 % домохозяйств не являлись семьями. В 21,9 % домохозяйств проживал только один человек, 10,4 % составляли одинокие пожилые люди (старше 65 лет). Средний размер домохозяйства составлял 2,79 человека. Средний размер семьи — 3,27 человека.
Население города по возрастному диапазону распределилось следующим образом: 33,5 % — жители младше 20 лет, 21,5 % находятся в возрасте от 20 до 39, 31,2 % — от 40 до 64, 13,8 % — 65 лет и старше. Средний возраст составляет 36 лет.
Согласно данным пятилетнего опроса 2018 года, средний доход домохозяйства в Стратфорде составляет 54 595 долларов США в год, средний доход семьи — 63 850 долларов. Доход на душу населения в городе составляет 25 730 долларов. Около 11,8 % семей и 14,5 % населения находятся за чертой бедности. В том числе 26,5 % в возрасте до 18 лет и 3,6 % в возрасте 65 и старше.

## Местное управление
Управление городом осуществляется мэром и городским советом, состоящим из пяти человек, который выбирает из своего состава заместителя мэра.
Другими важными должностями, на которые происходит наём сотрудников, являются:
- Городской секретарь
- Городской администратор
- Муниципальный судья
- Суперинтендант переработки отходов

## Инфраструктура и транспорт
Основными автомагистралями, проходящими через Стратфорд, являются:
- автомагистраль 54 США идёт с северо-востока от Гаймона, штат Оклахома, на юго-запад к Далхарту.
- автомагистраль 287 США идёт с юго-востока от Думаса на северо-запад к Бойсе-Сити.
- автомагистраль 15 штата Техас начинается в Стратфорде и идёт на восток к Спирмену.

В городе располагается аэропорт Стратфорд-Филд. Аэропорт располагает одной взлётно-посадочной полосой длиной 921 метр. Ближайшим аэропортом, выполняющим коммерческие рейсы, является региональный аэропорт Мид-Америка в городе Либерал, штат Канзас. Аэропорт находится примерно в 130 километрах к северо-востоку от Стратфорда.

## Образование
Город обслуживается независимым школьным округом Стратфорд.